# Undercover Records
Undercover Records ist ein deutsches Musiklabel aus dem hessischen Luftkurort Braunfels. Es verlegt vor allem Künstler der Genres Black Metal, Thrash Metal und Death Metal. Als Sub-Label besteht seit 2005 außerdem Evil Spell Records, welches sich primär auf die Veröffentlichung von Thrash Metal, Black Metal und Speed Metal in verschiedenen Spielarten spezialisiert hat.
Auf Discogs ist für das Werk mit der Katalognummer UCR 01 CD (Thy Majesty - German Black Metal Art) das Jahr 1999 angegeben, für das in der Sortierung anschließende Album Blasphemic Assault von Witchburner (Katalognummer UCR 02 CD) hingegen das Jahr 1998. Anfang 2022 übergab Gründer Alexander Tiebel das eigenen Angaben zufolge 1993 gegründete Label an „Garf“ (Marco) und „Jo“ (Joanna).

## Veröffentlichungen (Auswahl)
- Ad Hominem – ...For a New World (2003)
- Ad Noctum - Arrogance (2008)
- Besatt – Demonicon (2010)
- Corpus Christi - The Torment Continues (2005)
- Funeral Winds, Leviathan, Ad Hominem, Eternity – Black Metal Against the World (Split-EP, 2004)
- Funerary Bell - The Coven (2011)
- Gasbrand - Dishonor, Madness And Calamity (2022)
- Graven - Perished And Forgotten (2002)
- Inferno - Uctívání temné zuřivosti (2008)
- Irrlycht - Schatten des Gewitters (2011)
- Judas Iscariot – Of Great Eternity (2001)
- Morrigan – Welcome to Samhain (2006)
- Old - Nocturnal Ritual (2005)
- Silva Nigra - Černý kult (2006)
- Vargsang - Throne Of The Forgotten (2005)
- Witchburner – Blasphemic Assault (1998)
- Xasthur – Suicide in Dark Serenity (2007)
- Zarathustra – Dogma Antichrist (2000)